# Süsü és a Sárkánylány
A Süsü és a Sárkánylány a Süsü, a sárkány című bábfilmsorozat kilencedik és egyben utolsó epizódja. A forgatókönyvet Csukás István írta.

## Cselekmény
Süsünek táviratozik az apja, hogy azonnal térjen haza, meg kell nősülnie. Az emberek viccelnek az egyfejű sárkánnyal, hogy lesz egy többfejű felesége, Megérkezik a bájos egyfejű Sárkánylány és Süsü mindjárt beleszeret és követi Sárkányországba.

## Alkotók
- Írta: Csukás István
- Dramaturg: Takács Vera
- Rendezte: Szabó Attila
- Zenéjét szerezte: Bergendy István
- Zenei rendező: Victor Máté, Oroszlán Gábor
- Operatőr: Abonyi Antal
- Segédoperatőr: Sárközi András
- Hangmérnök: Tóbel Béla
- Vágó: Bessenyei Erzsi
- Vágóasszisztens: Révész Márta
- Báb- és díszlettervező: Lévai Sándor
- Grafikus: Gaál Éva, Katona Gyöngyi, Makki Mari, Sáfár Márta
- Díszletépítő: Pugris Sándor
- Kellék: Szabó Zsuzsa
- Fővilágosító: Tréfás Imre
- Színes technika: Szabó László
- Felvételvezető: Bánhalmi Anna
- Pirotechnika: Varsányi Attila
- Rendezőasszisztens: Hegedűs Anikó, Réti Kata
- Fényképezte: Zich Zsolt
- Gyártásvezető: Singer Dezső
- Lézertechnika: Multimédia Stúdió

- A bábok és díszletek az MTV díszletgyártó üzemének műhelyeiben készültek
- Készítette a Magyar Televízió

## Szereplők
- Süsü: Bodrogi Gyula
- Király: Sztankay István
- Kiskirályfi: Meixler Ildikó
- Öreg király: Csákányi László
- Kancellár: Kaló Flórián
- Dadus: Tábori Nóra
- Írnok: Mikó István
- Hadvezér: Balázs Péter
- I. Zsoldos (vörös szakállú): Horkai János
- II. Zsoldos (fekete szakállú): Zenthe Ferenc
- Csizmadia: Szabó Ottó
- Pék: Usztics Mátyás
- Szénégető: Farkas Antal
- Zöldséges Kofa: Hacser Józsa
- I. Favágó (bajszos): Márkus Ferenc
- II. Favágó (borostás): Horváth József
- Sárkánylány: Kiss Mari
- További szereplők: Csepeli Péter, Horváth Károly, Kaszás László, Kaszner Irén, Koffler Gizi, Simándi József, Varanyi Lajos
- Közreműködik: Astra Bábegyüttes, Bergendy együttes

## Betétdalok
- Én vagyok a híres egyfejű (főcím) – Előadja: Bodrogi Gyula, Bergendy együttes
- Plöm-plöm-plöm-plöm... – Előadja: Horkai János, Zenthe Ferenc
- Úgy éltem én, mint a gyermek... – Előadja: Bodrogi Gyula, Kiss Mari
- Végefőcím – Előadja: Bodrogi Gyula, Horkai János, Zenthe Ferenc, Kiss Mari, Sztankay István, Meixler Ildikó, Bergendy együttes

## Hangjáték
Ebből az epizódból hangjáték is készült az 1988. április 23-án megjelent Süsü 5.: Süsü csapdába esik / Süsü és a Sárkánylány című nagylemezben a Hungaroton hanglemezgyártó vállalat jóvoltából, ami pár év alatt aranylemez lett.
Alkotók:
- Írta: Csukás István
- Zenéjét szerezte: Bergendy István
- Rendezte: Szabó Attila
- Hangmérnök: Horváth János
- Zenei rendező: Oroszlán Gábor
- Felvételvezető: Dabasi Péter, Vincze Veronika

Szereposztás:
- Süsü: Bodrogi Gyula
- Király: Sztankay István
- Hadvezér I.: Balázs Péter
- Kancellár I.: Kaló Flórián
- Kiskirályfi: Meixler Ildikó
- Öreg király: Csákányi László
- Favágó I.: Márkus Ferenc
- Favágó II.: Horváth József
- Zsoldos I.: Zenthe Ferenc
- Zsoldos II.: Horkai János
- Asszony: Báró Anna
- Zöldséges kofa: Hacser Józsa
- Királyné: Hűvösvölgyi Ildikó
- Dada: Tábori Nóra
- Pék: Usztics Mátyás
- Csizmadia: Szabó Ottó
- Írnok: Mikó István
- Szénégető: Farkas Antal
- Sárkánylány: Kiss Mari

Közreműködik a Bergendy Szalonzenekar és a Budapesti Operettszínház zörejszínészei.